# 삼숭중학교
삼숭중학교(三崇中學校)는 대한민국 경기도 양주시 삼숭동에 있는 공립 중학교이다.

## 학교 연혁
- 2004년 12월 27일 : 삼숭중학교 설립인가
- 2005년 9월 1일 : 삼숭중학교 개교
- 2005년 9월 1일 : 초대 문학선 교장 취임
- 2005년 10월 28일 : 개교식
- 2024년 1월 8일 : 제19회 졸업식 291명 졸업(총 누계 4,254명)
- 2024년 3월 1일 : 제9대 변명주 교장 취임
- 2024년 3월 4일 : 입학식(11학급)

## 참고 자료
- 삼숭중학교 - 한국교육학술정보원 학교알리미